# Klayton
Klayton – muzyk, który w całej swojej karierze brał udział w licznych projektach związanych z muzyką industrialną. Najbardziej znany jest z bycia frontmanem swojego ostatniego zespołu o nazwie Celldweller.

## Życiorys
Klayton w ciągu kilkunastu lat swojej działalności był częścią wielu zespołów i pobocznych projektów muzycznych, takich jak: Argyle Park, Celldweller, Circle Of Dust, Criss Angel, Klank. We wcześniejszych zespołach jego główną rolą było miksowanie, tworzenie muzyki i wykorzystywanie praktycznie wszystkich dostępnych instrumentów. W przypadku zespołu Klank miał mniej swobody niż zwykle, zajmował się głównie tworzeniem albumu, ale i tak napisał prawie połowę piosenek. W Celldwellerze kontynuuje swój styl jednoosobowego zespołu (prawie sam tworzy całą muzykę), tak samo jak w przypadku każdej piosenki Circle Of Dust (na wszystkich czterech albumach) i Argyle Park w, którym nagrał prawie 90% instrumentów.
Głównym powodem dla, którego Klayton był częścią wielu zespołów było jego pragnienie do zmieniania typu muzyki, którą tworzy wtedy kiedy czuł, że jest to niezbędne. W jego pierwszym zespole Circle Of Dust tworzył mieszankę muzyki industrialnej i heavymetalowej do czasu wydania ostatniego albumu, który był odczuwalnie lżejszy i bardziej gotycki. Kolejnym jego projektem było Argyle Park. Zespół był krótką kolaboracją pomiędzy nim a jego przyjacielem o pseudonimie Buka. Po wydaniu debiutanckiego albumu Klayton opuścił zespół. Następnie Klayton dołączył do zespołu Angeldust znanego showmana i iluzjonisty Crissa Angela. Po niezbyt długim czasie opuścił zespół przy okazji spostrzegając, że nauczył się bardzo dużo o robieniu dobrego występu na żywo. W jego ostatnim zespole Celldweller bardzo łatwo można rozpoznać różne style muzyczne, które kiedyś tworzył np. mieszankę death metalu, trance’u, techno i dance. Występy na żywo, które tworzy Scott (z pomocą dodatkowych członków zespołu) zawierają teraz znacznie więcej światła i materiału filmowego zsynchronizowanego z muzyką. Oprócz tego Klayton brał udział w wielu pomniejszych projektach muzycznych.

## Dokonania Klaytona
1988/89:
1. „Justified Rebeliion” Speedcore Demo
2. Immortal: Dead and Buried Demo Tape

1989-1991:
1. Piosenka „Poets Eye” zostaje nagrana z Billym Lamont.

1992:
1. Debiutancki album Circle Of Dust – Circle Of Dust

1993:
1. Brainchild/Circle Of Dust/Living Sacrifice: Metamorphosis
2. Dissolved/Telltale Crime 7"

1994:
1. Piosenka Argyle Park „Drive, He Said” zostaje dołączona do składanki A Steve Taylor Tribute: I Predict A Clone
2. Piosenka Circle Of Dust „Am I in Sync?” zostaje dołączona do składanki A Steve Taylor Tribute: I Predict A Clone
3. Chatterbox: Despite (wyprodukowane i zaprogramowane przez Klaytona)
4. Debiutancki album Argyle Park – Misguided

1995:
1. Reedycja debiutanckiego albumu Circle Of Dust
2. Drugi album Circle Of Dust – Brainchild
3. Klayton zaczyna pracować z Crissem Angelem nad ścieżką dźwiękową do jego magicznych pokazów.
4. Klayton współpracuje z zespołem Klank nad debiutanckim albumem o nazwie Still Suffering. Piosenki 01, 02, 03, 06, 08 zostały napisane przez Klaytona. Od tego momentu Klayton zaczyna tworzyć pod nazwą Celldweller.

1996:
1. Piosenka Argyle Park „Lonely” zostaje dołączona do składanki Sweet Family Music: a Tribute to Stryper
2. Piosenka Celldweller „The Abyss” zostaje dołączona do składanki Sweet Family Music: a Tribute to Stryper
3. Klayton nagrywa pod pseudonimem „Rivot” piosenkę „Never” do składanki Demo-Lition II
4. Klayton remiksuje piosenkę „Rude Awakening” zespołu Prong
5. Piosenka Klank „The Way” zostaje dołączona do składanki Sweet Family Music – a Tribute to Stryper
6. Piosenka Klank „Downside” zostaje dołączona do składanki Tooth & Nail Records Sampler Vol. 3

1997:
1. Klayton programuje, tworzy i miksuje piosenkę „London Dungen” dla zespołu Prong, która zostaje dołączona do składanki Violent World: A Tribute to the Misfits
2. Downside maxi-single – zawiera remiksy Klaytona piosenek „Downside” i „Animosity”

1998:
1. Kolejny album Circle Of Dust – Disengage Piosenki „Leveler 01 i Leveler 02 zostały zremixowane przez brata Klaytona – Dana Levelera
2. Angeldust: Magical Conjurings From A World of Illusion/Criss Angel: System 1 in the Trilogy
3. Piosenka Circle Of Dust „Goodbye” zostaje dołączona do „Carpe Noctem Magazine”
4. „Klay Scott: Jack of trades/Master of None” (retrospekcja pracy Klaytona)

1999:
1. Tworzy dwie piosenki dla AP2 do albumu Suspension of Disbelief („Resurrection of the Ravens” i „My Sympathies”)

2000:
1. Klayton wydaje 250 kopii Celldweller – Limited Edition EP
2. Criss Angel – System 2 in the Trilogy i System 3 in the Trilogy
3. AP2 dołącza piosenkę „My Sympathies (Rough mix)” do składanki Cheapskates – Harder Side

2003:
1. Debiutancki album Celldweller

2005:
1. Celldweller – The Beta Cessions
2. Mixuje i tworzy piosenki „Silhouette” i „Capsized” dla Breathing Underwater’s na ich debiutancką EP-kę.
3. Nagrywa piosenki „Shapeshifter” (ze Styles Of Beyond) i „One Good Reason” do gry Need for Speed: Most Wanted. Instrumentalna wersja tej pierwszej nosi nazwę „Transistor”.

2006:
1. „Frozen/Goodbye” (1 – Frozen (DJ RIB Mix) 2 – Goodbye (Klayton Revision))
2. „Tragedy” (1 – Tragedy 2 – Tragedy Instrumental)
3. Switchback Vinyl (Zawiera jeden nowy remix piosenki „Switchback” zatytułowany „Filo and Peri Remix”)
4. Zostaje zapowiedziany Remix Competition v2.0 „Take it and Break it”

2007:
1. Zostaje zapowiedziany nowy album Celldwellera. Premiera ma nastąpić w tym roku.

2009:
1. Klayton wydaje dwie z pięciu części płyty o nazwie Wish Upon a Blackstar, które zostały kolejno ponumerowane jako „Chapter 01” i „Chapter 02”